# Kiếp nghèo
"Kiếp nghèo" là một trong những ca khúc đầu tay của nhạc sĩ Lam Phương, được sáng tác vào năm 1954 khi ông đang ở Sài Gòn học, cùng thời điểm với bài Chuyến đò vỹ tuyến.

## Xuất xứ
Năm 1954, nhạc sĩ Lam Phương đi học tại Sài Gòn, trú tại xóm Vạn Chài ở Đa Kao. Ở xóm trọ bị ngập úng nặng nề, ông thấy mẹ mình đang hứng nước mưa ở gác trọ.
Trong lúc đó, ông đã viết bài Kiếp nghèo, để tâm sự về hoàn cảnh nghèo khó của mình khi đó.
Tôi thấy mình thật cô đơn, thấy mình bé nhỏ và đời ruồng rẫy mình đến vô tình. Tôi đi mãi cho tới khi về nhà, không kịp thay quần áo, ôm cây đàn và cứ thế viết về kiếp nghèo, về phận bạc của mình.— Lam Phương

Ông đã mất một tuần để chỉnh sửa lại lời cho bài hát Kiếp nghèo và được Nhà xuất bản Tinh Hoa xuất bản vào năm 1954. Nhờ bài hát Kiếp nghèo mà ông đã thoát nghèo, mua được một căn nhà cho mẹ ở cư xá Lữ Gia có trị giá 40 cây vàng vào thời điểm đó. Ngoài ra, ông cũng đã thu được số tiền bản quyền lên đến 1,2 triệu tiền Việt Nam Cộng hòa vào thời gian đó, trở thành một hiện tượng âm nhạc vào thập niên 1960. Sau này, ông còn viết nối tiếp thêm một bài nữa, đó là bài Đèn khuya.

## Nội dung
Bài hát được viết theo nhịp 2/4, điệu Tango, nói về hoàn cảnh của ông khi ấy. 
Đường về đêm tay vắng tanh

Rạt rào hạt mưa rớt nhanh

Lạnh lùng mưa xuyên áo tơi

Mưa chẳng yêu kiếp sống mong manh

Lầy lội qua muôn lối quanh

Gập ghềnh đường đê tối tăm

Ngập ngừng dừng bên mái tranh

nghe trẻ thơ thức giấc bùi ngùi

Êm êm tiếng hát ngân nga ôi lời mẹ hiền ru thiết tha

Không gian tím ngắt bao la như thương đường về quá xa

Mưa ơi có thấu cho ta lòng lạnh lùng giữa đêm trường

Đời gì chẳng tình thương không yêu đương

Thương cho kiếp sống tha hương thân gầy gò gởi cho gió sương

Đôi khi muốn nói yêu ai nhưng ngại ngùng đành lãng phai

Đêm nay giấy trắng tâm tư gởi về người chốn mịt mùng

Đời nghèo lòng nào dám mơ tình chung

Trời cao có thấu cúi xin người ban phước cho đời con

Một mái tranh yêu, một mối tình chung thủy không hề phai

Và một ngày mai mưa không nghe tiếng khóc trong đêm dài

Đây cả nỗi niềm biết ngày nào ai thấu cho lòng ai

## Trình bày
Kiếp nghèo có rất nhiều ca sĩ cả trong nước lẫn hải ngoại hát, tuy nhiên người đầu tiên hát bài Kiếp nghèo đó là ca sĩ Thanh Thúy, trở thành hiện tượng âm nhạc vào thập niên 1960, thông qua sóng Đài Phát thanh Sài Gòn và băng Shotguns vào thời điểm đó.
Sau này, ca sĩ Thanh Tuyền nối tiếp đàn chị, hát lại bài hát trên băng dĩa nhựa lẫn cả sau này ở hải ngoại. Gần đây nhất, ca sĩ Lệ Quyên và Anh Thơ đã trình bày bài hát trên.
Kirameki Powers 1990's & Ohsama Sentai KingOhger Season 47th.